# Povlačenje iz Europske unije
Povlačenje iz Europske unije  je pravo članica Europske unije (EU) na temelju članka 50. TEU: "Svaka država članica može odlučiti da se povuče iz Europske unije u skladu sa svojim ustavnim zahtjevima." Nijedna država se još nije povukla, iako su kolonije, ovisna područja i poluautonomna područja napustila EU. Od tih samo Grenland izričito je glasovao za napuštanje organizacije prethodnice EU, EEZ (Europska ekonomska zajednica) u 1985. Jedina država članica koja je održala nacionalni referendum o povlačenju bila je Velika Britanija 1975. godine, kada je 67,2% birača odlučilo ostati u Zajednici, te ponovo 2016. godine, kada je 51,9% birača odlučilo napustiti Europsku uniju.

## Postupak za povlačenje iz EU
Prije 1. prosinca 2009. kad je Lisabonski ugovor stupio na snagu, u ugovorima Europske unije nigdje nije bila spomenuta mogućnost države članice da se dobrovoljno povuče iz Europske unije. Europski ustav je predložio takvu odredbu, a nakon neuspjeha da se ratificira Ugovor o europskom ustavu ta odredba bila je uključena u Lisabonski ugovor.
Ugovor uvodi izlaznu klauzulu za članice koje se žele povući iz Europske unije. Prema članku 50, država članica može izvijestiti Europsko vijeće o svojoj namjeri da istupi iz Unije, a ugovor o povlačenju bio bi predmet pregovora između Unije i te države. EU ugovori bi se prestali primjenjivati na tu državu od datuma ugovora o istupanju ili, u nedostatku toga, u roku od dvije godine od obavijesti dane EU, osim ako se država i Vijeće slože produžiti taj rok. Sporazum o istupanju sklapa se u ime Unije od strane Vijeća i utvrđuje način istupanja, uključujući okvir za budući odnos EU i države koja istupa iz Unije. Sporazum mora odobriti Vijeće Europe, djelujući kvalificiranom većinom, nakon dobivanja suglasnosti Europskog parlamenta. Bivša država članica koja se želi vratiti u Europsku uniju bit će podvrgnuta istim uvjetima kao i bilo koja druga zemlja koja podnese takav zahtjev.
Članak 311a, koji je uveo Lisabonski ugovor, omogućuje francuskim, nizozemskim i danskim prekomorskim teritorijima da svoj status promijene lakše nego prije i to više ne zahtijeva izmjene Ugovora. Umjesto toga, Europsko vijeće može, na inicijativu države članice u pitanju, promijeniti status prekomorske zemlje ili teritorija (na engleskom, OCT) u udaljenu regiju (na engleskom, OMR) ili obrnuto. 

## Prošla povlačenja
Neki bivši teritoriji Europske unije prekinuli su službene veze s EU kad su stekli neovisnost od vladajuće zemlje ili su promijenile status i postale ne-članice EU. Većina tih područja nije bila klasificirana kao dio EU, ali su većinom imale status prekomorskog teritorija i EZ zakoni se u tim teritorijima općenito nisu primjenjivali.
Neki teritoriji posebnih država članica i Europska unija promijenili su ili su u procesu mijenjanja njihovog statusa iz onog gdje EU zakoni primjenjuju u potpunosti ili s ograničenim iznimkama, u onaj gdje se EU zakoni uglavnom ne primjenjuju. Proces se također može odvijati u suprotnom smjeru. Postupak za provedbu tih promjena Lisabonski ugovor učinio je lakšim.

### Alžir
Odcjepljenje francuskog Alžira koji je 1962. godine bio sastavni dio Francuske, a time i tadašnje Europske zajednice, bila je jedina prigoda na kojoj je teritorij koji je bio pokriven Rimskim ugovorom postao neovisna država.

### Grenland
Grenland je odlučio napustiti predhodnicu EU bez izdvajanja iz države članice. On je u početku glasovao protiv pristupanja EEZ kad se Danska kao cjelina pridružila u 1973., ali kako je Danska kao cjelina glasovala za pridruživanje, Grenland, kao dio Danske, i sam se pridružio. Kada je Grenland stekao autonomiju u 1979. održan je novi referendum i glasovali su za napuštanje EEZ. Nakon nesuglasica oko ribolovnih prava Grenlend je napustio EEZ u 1985., ali ostaje predmet ugovora EU-a kroz Udrugu prekomorskih zemalja i područja s EU. To je dozvoljeno Ugovorom o Grenlandu, koji je poseban ugovor potpisan u 1984. kako bi se omogućilo njegovo povlačenje iz EEZ.
Zbog tog presedana od tad, ako se zemlja želi povući iz Europske unije, to je vjerojatno moguće, ali bi vjerojatno trebalo dogovoriti poseban ugovor i uvjete. To je zbog već postojećih obveza koje svaka država članica ima prema EU i njezinim zemljama članicama. Isti postupak je usvojen u Lisabonskom ugovoru.

### Sveti Bartolomej
Saint Martin i Sveti Bartolomej 2007. odcijepili su se od Gvadalupe (prekomorski teritorij Francuske i OMR Europske unije) i postali prekomorski kolektiviteti Francuske, ali u isto vrijeme ostali su OMR Europske unije. Kasnije, izabrani predstavnici otoka Svetog Bartolomeja izrazili su želju "za dobivanje europskog statusa koji će biti bolje prilagođen svom statusu prema domaćem pravu, posebno s obzirom na udaljenost od kopna, njegovog malog i izoliranog otočnog gospodarstva koje u velikoj mjeri ovisi o turizmu i suočava se s teškoćama u opskrbi, što koči primjenu nekih standarda Europske unije". Francuska, odražavajući tu želju, zatražila je na Vijeću Europske unije promjenu statusa Svetog Bartolomeja u OCT koji je povezan s Europskom unijom.
Statusne promjene su na snazi od 1. siječnja 2012.

## Budućnost povlačenja i velike kampanje za povlačenje
Nekoliko država imaju političke stranke i pojedince koji zagovaraju i traže povlačenje iz EU.

### Ujedinjeno Kraljevstvo
U siječnju 2010. nisu postojale zemlje koje se namjeravaju povući iz EU, ali postoje brojni politički pokreti koji provode kampanje za povlačenje. Iako su to obično manje stranke, u više euroskeptičnih članica EU one povremeno ostvaruju izborne pobjede. [nedostaje izvor] Stranka neovisnog Ujedinjenog Kraljevstva (eng. UKIP), koja provodi kampanju za britansko povlačenje, bila je treća u Velikoj Britaniji tijekom europskih izbora u 2004., druga u europskim izborima u 2009. a u to vrijeme osvojili su isti broj mjesta kao vladajuća Laburistička stranka. Ankete pokazuju da je podrška za povlačenje između 9% i 55%, ovisno o formulaciji pitanja. U listopadu 2009. istraživanje dnevnika Daily Mail pokazalo je da 58 % anketiranih želi referendum o članstvu Ujedinjenog Kraljevstva u EU. Prema anketi YouGov u Velikoj Britaniji objavljene u rujnu 2010., 47% bi glasovalo za napuštanje Europske unije, a 33% bi glasovalo za Britaniju da ostane članica Europske unije, s više starijih osoba u korist izlaska iz EU i više mladih u korist ostanka u EU.

#### Referendum o članstvu Ujedinjenog Kraljevstva u Europskoj zajednici iz 1975.
Godine 1975. Velika Britanija održala je referendum na kojem se biračko tijelo izjasnilo o pitanju bi li Velika Britanija trebala ostati u tadašnjoj Europskoj ekonomskoj zajednici (EEZ), obično nazvanom "zajedničko tržište" u Velikoj Britaniji. Velika Britanija se pridružila EEZ 1. siječnja 1973. pod konzervativnom vladom Edwarda Heatha. Opće izbore održane u veljači 1974. osvojila je Laburistička stranka koja je izradila manifest o obvezi ponovnih pregovora o britanskim uvjetima članstva u EEZ, a zatim i raspisivanja referenduma o tome hoće li Velika Britanija uz nove uvjete ostati u EEZ.
Sve glavne političke stranke i većina tiska dale su potporu nastavku članstva u EEZ. Međutim, postojale su značajne podjele unutar vladajuće stranke čije je članstvo glasovalo 2:1 u korist povlačenja na jednodevnoj skupšini stranke održane 26. travnja 1975. Budući da je vlada bila podijeljena između snažno pro-europski i snažno anti-europski orijentiranih članova premijer Harold Wilson donio je odluku bez presedana izvan koalicijske vlade, kojim se suspendirala ustavna konvencija kolektivne odgovornosti vlade (eng. Cabinet collective responsibility) a ministrima su dozvoljene međusobne javne prepirke. Ukupno sedam od dvadeset i tri člana vlade protivilo se članstvu u EEZ.
Dana 5. lipnja 1975., birači su imali priliku odgovoriti da ili ne na pitanje: "Mislite li da Velika Britanija treba ostati u Europskoj zajednici (zajedničkom tržištu)?" U svakoj županiji u Velikoj Britaniji većina je glasala "Da", osim otočja Shetland Islands i Outer Herbides. U skladu s rezultatima glasovanja, Ujedinjeno Kraljevstvo je ostalo unutar EEZ koja je kasnije postala Europska unija.
| Za         | %    | Protiv    | %    | Odaziv (%) |
| ---------- | ---- | --------- | ---- | ---------- |
| 17.378.581 | 67,2 | 8.470.073 | 32,8 | 64,5       |

#### Referendum o članstvu Ujedinjenog Kraljevstva u Europskoj uniji iz 2016.
Godine 2016. Velika Britanija održala je referendum na kojem se biračko tijelo izjasnilo o pitanju bi li Velika Britanija trebala ostati članica Europske unije.
Dana 23. lipnja 2016., birači su imali priliku odgovoriti na pitanje: "Treba li Ujedinjeno Kraljevstvo ostati članica Europske unije ili napustiti Europsku uniju?", s mogućim odgovorima "Ostati članica Europske unije" i "Napustiti Europsku uniju". Natpolovična većina izjasnila se za napuštanje EU.
| Ostanak    | %     | Napuštanje | %     | Odaziv     | %    |
| ---------- | ----- | ---------- | ----- | ---------- | ---- |
| 16 141 241 | 48,11 | 17 410 742 | 51,89 | 33 577 342 | 72,2 |

## Suspenzija
Iako država može izaći iz EU, ne postoji odredba prema kojoj ona može biti isključena. Međutim TEU članak 7. predviđa obustavu određenih prava države članice ako zemlja članica uporno krši temeljna načela EU-a (slobode, demokracije, ljudskih prava i tako dalje, opisanih u TEU članak 2). Europsko vijeće može glasovati o suspenziji bilo kojeg prava članstva, primjerice prava na glasovanje i prava na predstavljanje kao što je gore navedeno. Utvrđivanje povreda zahtijeva jednoglasnost (osim glasa dotične države), ali za sankcije je potrebna samo kvalificirana većina. Država u pitanju bi i dalje bila vezana obvezama Ugovora i Vijeće većinom glasova može izmijeniti ili podići takve sankcije. Ugovor iz Nice uključuje preventivni mehanizam kojim Vijeće većinom može identificirati potencijalne povrede i davati preporuke državi da ih probleme ispravi prije poduzimanja mjera protiv nje kao što je gore navedeno.

## Vanjske poveznice
- Povlačenje i protjerivanje iz EU i EMU - neka razmišljanja